# Schönningstedt
Schönningstedt ist ein Ortsteil der Stadt Reinbek im schleswig-holsteinischen Kreis Stormarn.

## Geschichte

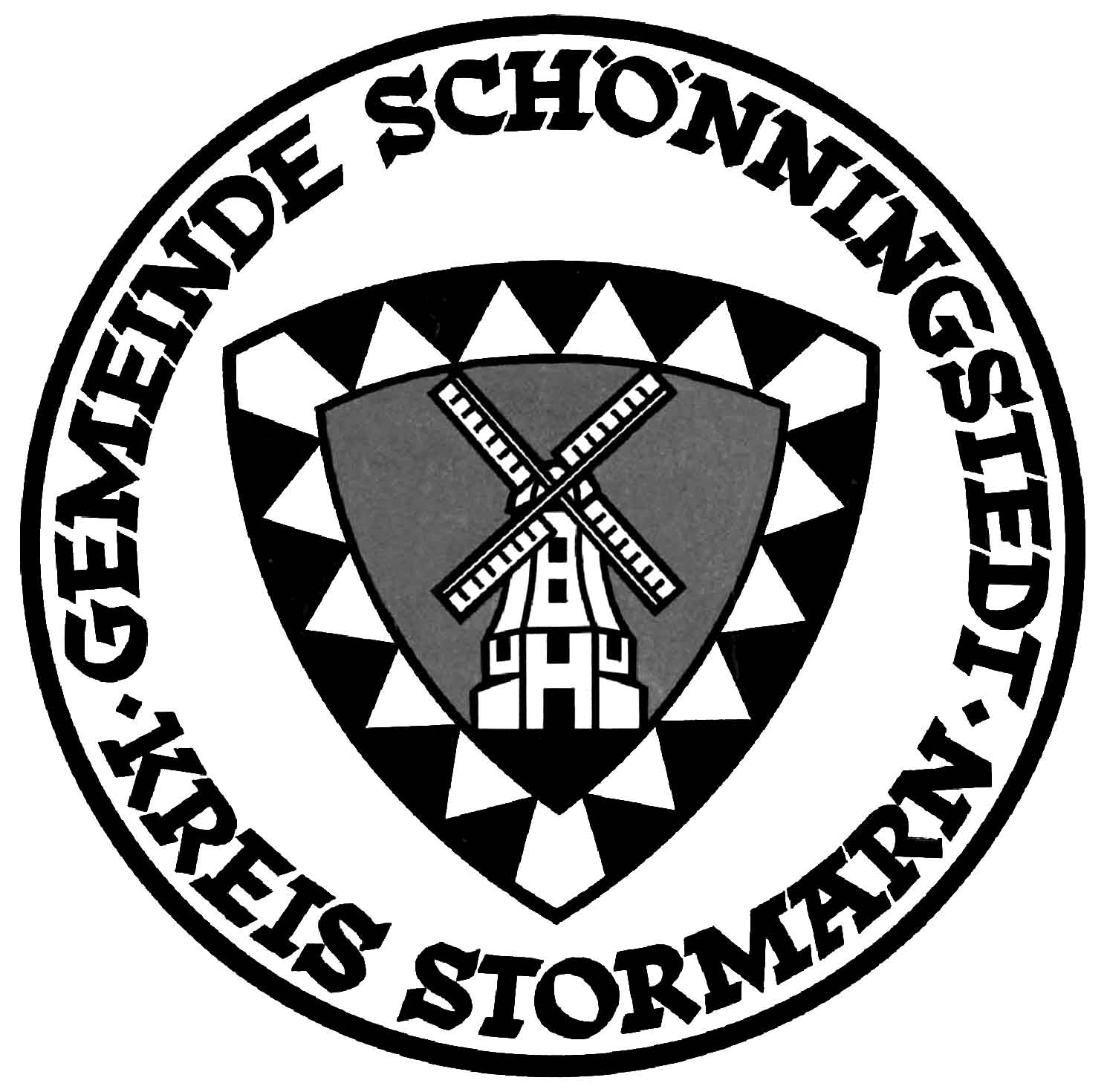
Die bis 1974 selbständige Gemeinde führte dieses Wappen mit der Windmühle des Ortes

Mit der ersten urkundlichen Erwähnung im Jahr 1224 unter dem Namen Sconingstede ist es der älteste der heutigen Stadtteile Reinbeks. Während das Dorf Schönningstedt bereits 1528 dem Amt Reinbek zugeschlagen wurde, erfolgte nach wechselnder Zuordnung und dem Status einer amtsfreien Gemeinde ab 1947 eine Eingemeindung in die Stadt Reinbek, die am 1. Januar 1974 wirksam wurde. Zuvor hatte eine eigenständige Verwaltung der Gemeinde mit den Ortsteilen Schönningstedt, Ohe, Neuschönningstedt und Büchsenschinken vorgestanden.
Lange Zeit erhielt Schönningstedt die typische Struktur eines Bauerndorfes. 1886 wurde mit der Schönningstedter Mühle das markanteste Gebäude des Ortes errichtet, das 1993 abbrannte und originalgetreu restauriert wurde. Die Freiwillige Feuerwehr Schönningstedt wurde 1897 gegründet.
Eine seit 1947 von der Gemeinde vorangetriebene Bebauung des zwischen Aumühle und Wohltorf gelegenen Krabbenkamps als weiteren Ortsteil kam erst vier Jahre nach dem Verlust der Eigenständigkeit zustande.
Im Jahr 1957 beschloss die Gemeindevertretung, Schönningstedt mit den Ortsteilen Neuschönningstedt und Ohe ans Hamburger Wassernetz anschließen zu lassen. Die Kosten hierfür wurden auf 700 000 Mark veranschlagt. Das Trinkwasser kommt aus einem Tiefbrunnen in Glinde.
Die dichtere Besiedelung mit Wohnhäusern begann um 1960 mit dem Bau einer Eigenheimsiedlung zwischen Salteich und Oher Straße durch die Gemeinnützige Baugenossenschaft Sachsenwald. Ab 2003 wurde das nördliche Schönningstedt um über 150 Wohnhäuser erweitert. Der Reinbeker Ortsteil ist auch heute noch fast durchgehend von Landwirtschaftsfläche umgeben.
Schönningstedt verfügt über einen Kindergarten sowie eine Grundschule. Die evangelische Kirche befindet sich seit der nördlichen Ortserweiterung in der Mitte des Ortes. Seit Sommer 2007 gibt es in Schönningstedt ein eigenes Einkaufszentrum.

## Politik
Die Gemeinde wurde zunächst von einem Bauernvogt und später von einem Bürgermeister geleitet. Die Gemeindevertreter beschlossen 1964, das Amt des Bürgermeisters zukünftig hauptamtlich zu besetzen. Erster und einziger hauptamtlicher Bürgermeister war Helmut Schneuer. Der 1920 geborene Amtmann aus Bad Oldesloe musste für die Übernahme des Bürgermeisteramtes seinen Wohnsitz nach Schönningstedt verlegen. Mit der Eingemeindung nach Reinbek entfiel sein Amt. Schneuer starb 2016 in Bad Oldesloe.
Bürgermeister
- 1955–1964: Gertrud Lege[8], CDU
- 1964–1974: Helmut Schneuer, (parteilos)

Bürgervorsteher
- 1964–1970: Gertrud Lege, CDU
- 1970–1974: Karl Meissner, SPD